# Matilda Cugler-Poni
Matilda Cugler-Poni, née le 2 avril 1851 à Iași et morte le 9 octobre 1931 dans la même ville, est une poétesse roumaine,.

## Biographie
Née à Iași, ses parents sont Carol von Cugler, architecte d'origine autrichienne, et son épouse Matilda (née Hefner), d'origine tchèque. Elle a une éducation soignée sous la direction de précepteurs privés ; cela comprenait des lectures approfondies de la littérature française, allemande, italienne, espagnole et roumaine. Elle est la première femme à s'impliquer activement dans un cercle littéraire en Roumanie, le prestigieux Junimea. Son premier ouvrage publié est le poème Unei tinere fete (« À une jeune fille »), qui parait en 1867 dans Convorbiri Literare, le journal de Junimea qui continue de publier ses vers jusqu'en 1893,. Elle soumet également des écrits à divers magazines littéraires comme Familia, Columna lui Traian, Albina, Tribuna et Viața Românească.
Cugler-Poni appartient au premier groupe de poètes « convorbiristes », auteurs de vers sentimentaux. Un de ses travaux représentatifs est le livre de 1874 : Poezii. Avec Veronica Micle, elle est une modeste précurseure du lyrisme féminin. Romantiques à la manière d'Heinrich Heine et de Nikolaus Lenau, ses poèmes parlent de nostalgie, d'abandon et de trahison. Elle est également l'auteur de nouvelles naturalistes qui traitent de vagabonds de banlieue, d'artisans ou de petits commerçants d'un point de vue moraliste. En 1881, elle publie une comédie en deux actes, Un tutor.
Son premier mari est le philologue Vasile Burlă ; elle épouse plus tard le chimiste Petru Poni.